# 相馬有紀実
相馬 有紀実（そうま ゆきみ、1987年5月30日 - ）は、日本の女優。

## 人物
- 特技は津軽弁、テニス、トランポリン
- 趣味は食べる事、寝る事、散歩
- 取得資格は普通自動車免許、英検準2級、温泉ソムリエ、乗馬、日本酒検定、
- 実は3年B組金八先生に出演したかったんだそうである(オフィシャルブログより)

## 出演

### 映画
- 牛乳王子（2008年）内藤瑛亮監督
- YOUR SONG（2008年）
- ぬかづけ　-主演　笠本香菜絵監督
- Raven?Heart　-主演　西田哲士監督
- -4℃　-主演　洪英監督
- 音楽人（2010年）伊藤秀隆監督
- ICHIZU（2010年）宝来忠昭監督
- 幸福な結末（2012年）若松あきら監督
- 天使の欲望（2013年）磯谷渚監督
- キッズ・リターン 再会の時（2013年）清水浩監督
- 闇金ウシジマくんPart2（2014年）山口雅俊監督
- 東京らっせら～（2015年）平井健志郎監督
- あなたを待っています（2016年）いまおかしんじ監督
- BOURBON TALK（2016年）コーエンジブラザーズ監督
- 愚行録（2017年）石川慶監督
- 北の桜守（2018年）滝田洋二郎監督
- カセットテープ（2018年）松本動監督
- 愛しのアイリーン（2018年）吉田恵輔監督
- 星に語りて〜Starry Sky〜（2018年） - 水戸辺 役　松本動監督
- お口の濃い人（2019年）コーエンジブラザーズ監督
- 蜜蜂と遠雷（2019年）石川慶監督
- BOY（2020年）薮下雷太監督
- シライサン（2020年）安達寛高(乙一)監督
- 461個のおべんとう（2020）兼重淳監督
- クランクイン塩原ン（2021）筧昌也監督
- あのこを忘れて（2021）谷口雄一郎監督
- Ark アーク（2021）石川慶監督
- Veils（2021）なかやまえりか監督
- カゾクノキョリ（2023）なかやまえりか監督
- はらむひとびと（2025年） - 主演・乾亜湖 役 中嶋駿介監督[1][2]

### テレビドラマ
- ごくせんリターンズ（2005年、日本テレビ） - 第4話
- マイ☆ボス マイ☆ヒーロー（2006年、日本テレビ） - 早乙女唯　役
- セクシーボイスアンドロボ（2007年、日本テレビ） - 第5話
- あたしたちの桃色日記（2009年、BS11） - 女子大生役
- 11人もいる!（2011年、テレビ朝日）- 第9話
- 東野圭吾ミステリーズ（2012年、フジテレビ）- 第4話「レイコと玲子」
- 孤独のグルメ Season1 第1話（2012年1月5日、テレビ東京）- バカップル・女 役
- 怪奇大作戦 ミステリー・ファイル（2013年、NHK BSプレミアム） - 第3話
- リアル脱出ゲーム（2013年、TBS）- 第7話
- 民王（2015年、テレビ朝日）-第4話
- 新・牡丹と薔薇（2015年、東海テレビ）-第38話
- 民王スピンオフ～恋する総裁選～（2016年、テレビ朝日）
- 進め！青函連絡船（2016年、NHK／BSプレミアム）
- 黒い十人の女（2016年、読売テレビ）-第9話
- おっさんずラブ（2018年、テレビ朝日）-第1話
- 深夜のダメ恋図鑑（2018年、ABC）-第8話
- 神酒クリニックで乾杯を（2019年、テレビ東京）-第6話
- おしい刑事（2019年、NHK BSプレミアム）-第4話
- 緊急取調室 3rd SEASON（2019年、テレビ朝日）-第6話
- トリプルミッション!!! 女優たちの夢、ドラマにしました「ムショラジ」（2020年、ひかりTV）
- 10の秘密（2020年、カンテレ）-第2話
- 妖怪シェアハウス（2020）5話　声
- 70才はじめて産みますセブンティウイザン（2020年）1・4話
- 呪怨・呪いの家（2020年）1話
- ウイスキペディア（2020）11話
- ザ・モキュメンタリーズ（2021）3話
- 泣くな研修医（2021）2話
- 漂着者（2021）6話
- Night Doctor（2021）10話
- ハコヅメ～たたかう!交番女子～ 第6話（2021年、日本テレビ）
- アンメット ある脳外科医の日記 第4話（2024年5月6日、関西テレビ・フジテレビ） - 加瀬美代子 役[3]
- 約束 〜16年目の真実〜 第6話・第9話（2024年5月16日・6月6日、読売テレビ・日本テレビ系） - 目撃者 役[4]
- 風のふく島 第5話（2025年2月8日、テレビ東京） - 金重 役[5]
- プライベートバンカー 第6話（2025年2月13日、テレビ朝日） - 入所者家族 役[6]
- 夫よ、死んでくれないか 第1話 - 第3話（2025年4月7日 - 21日、テレビ東京） - 友里香のママ友 役[7]
- DOCTOR PRICE 第4話（2025年8月3日、読売テレビ・日本テレビ） - 麻生裕子 役[8]

### CM
- KDDI 「au」
- キリン 淡麗プラチナダブル「いろいろあるけど」篇

### ナレーション
- 『衣類乾燥除湿器』アイリスオーヤマ WEB/TVCM
- 『プリンセスプリキュアグミ』バンダイ TVCM
- 『ラパンショコラ』スズキ RCM
- 『ダーリンは芸能人』ＧＲＥＥ　TVCM
- 『キシリッシュ』明治 RCM
- 『ペットフード』天洋社薬品 WEB
- 『MYFIRSTAOMORI』JR東日本 RCM
- 『キューピ』キューピー RCM
- 『楽天トラベル』楽天

### テレビ番組
- BREAK　携帯早撃ちメール対決（2007年、ABA）
- 高校講座2・0国語表現×英語（2007年、NHK） - レポーター
- 美肌温泉紀行〜紀州・和歌山篇〜（2008年、2009年） - レポーター

### ネット番組
- ドリぱら（2008年）

### 方言指導
- どんど晴れスペシャル（2011年、NHK BSプレミアム）
- 愛しのアイリーン（2018年）
- こまつ座「人間合格」演出・鵜山仁（2020年）

### 舞台
- 労働者（2009年、シアターブラッツ）
- 破戒（2010年、萬劇場）
- アイーダ（2010年、初台DOORS）
- シャバダバダ２（2010年、銀座みゆき館劇場）
- ザ・デッド・エンド（2011年、博品館劇場）
- 津軽（2013年、青森県美術館、全労済スペースゼロ）
- Buttefly（2014年、キコ、城崎国際アートセンター大ホール）
- 神の左手（2014年、キコ、ITO.M.STUDIO）
- ごはんと宇宙（2015年、駅前劇場）
- 鉄とリボン（2018年、キコ、座・高円寺）
- 200億の電波（2019年、吉祥寺シアター）
- デッドストック・トーキョー（2020年、キコ、駅前劇場）

### 雑誌
- B.L.T.（2006年9月号）
- JUNON（2006年10月号）
- たびえーる（2008年3月号）
- まっぷるマガジン2008　山中湖・河口湖（2008年）
- まっぷるマガジン2008　群馬（2008年）
- まっぷるマガジン2009　信州・清里（2009年）
- まっぷるマガジン2009　山梨・富士（2009年）
- まっぷるマガジン2009　「未定」